# جنی رویز-ویلیامز
جنی رویز-ویلیامز (انگلیسی: Jenny Ruiz-Williams؛ زادهٔ ۹ اوت ۱۹۸۳) بازیکن فوتبال اهل ایالات متحده آمریکا است.
از باشگاه‌هایی که در آن بازی کرده‌است می‌توان به باشگاه فوتبال رین اشاره کرد.
وی همچنین در تیم ملی فوتبال زنان مکزیک بازی کرده‌است.